# 기하학적 랭글랜즈 대응
수학에서 기하 랭글랜즈 대응은 원래 수론에서의 랭글랜즈 대응에 나타나는 수체를 함수체로 대체하고 대수 기하학의 방법을 적용하여 얻은 랭글랜즈 대응을 재구성한 것이다. 기하학적 랭글랜즈 대응은 대수기하학 및 표현론과 관련된다. 기하학적 랭글랜즈 추측은 기하학적 랭글랜즈 대응의 존재성을 주장한다.
함수 체에 대한 일반 선형 군의 특정 경우에서 기하학적 랭글랜즈 대응의 존재는 2002년 로랑 라포르그에 의해 입증되었으며, 이는 라포르그 정리의 결과로 이어진다.

## 배경
수학에서 고전적인 랭글랜즈 대응은 정수론과 표현 이론에 관한 결과와 추측의 모음이다. 1960년대 후반 로버트 랭글랜즈가 공식화한 랭글랜즈 대응은 페르마의 마지막 정리를 특별한 경우로 포함하는 타니 야마-시무라 추측과 같은 정수론의 중요한 추측과 관련이 있다. 
랭글랜즈 대응은 대역 체 및 국소 체)에 대해 공식화될 수 있으며 이는 수체 또는 대역 함수체로 분류된다. 수체에 대한 고전적인 랭글랜즈 대응을 설정하는 것은 매우 어려운 것으로 입증되었다. 결과적으로 일부 수학자들은 대역 함수 체에 대한 기하학적 랭글랜즈 대응을 제안했는데, 이는 어떤 의미에서 다루기가 더 쉽다는 것이 입증되었다. 
함수체 {\displaystyle K} 위의 일반 선형 군 {\displaystyle GL(n,K)}에 대한 기하학적 랭글랜즈 추측을 블라디미르 드린펠트와 제라르 라우몬이 1987년에 공식화했다.

## 상태
1983년에 피에르 들리뉴가 {\displaystyle GL(1)}에 대해, 드린펠트가 {\displaystyle GL(2)}에 대해 기하학적인 랭글랜즈 추측이 증명했다. 
로랑 라포르그는 2002년에 함수 체 {\displaystyle K} 위의 일반 선형 군 {\displaystyle GL(n,K)}에 대한 기하학적 랭글랜즈 추측을 증명했다.
데니스 게이츠고리를 포함한 수학자 팀이 2024년 5월 6일에 범주적 비분기 기하학적 랭글랜즈 추측을 증명 했다고 주장 했다. 주장된 증명은 5개 논문에 걸쳐 1,000페이지가 넘는 분량에 포함되어 있으며 "너무 복잡해서 거의 누구도 설명할 수 없다"고 불린다. 결과의 중요성을 다른 수학자에게 전달하는 것조차 드린펠트에 따르면 "매우 어렵고 거의 불가능하다"고 설명했다.

## 응용
2007년 논문에서 안톤 카푸스틴과 에드워드 위튼은 기하학적 랭글랜즈 대응과 특정 양자장론의 속성인 S-이중성 사이의 연관성을 설명했다.
2018년에 아벨 상을 받을 때 랭글랜즈는 원래 랭글랜즈 대응과 유사한 도구를 사용하여 기하학적 프로그램을 재구성하는 논문을 전달했다.

## 참고문헌
- Frenkel, Edward (2007). 〈Lectures on the Langlands Program and Conformal Field Theory〉. 《Frontiers in Number Theory, Physics, and Geometry II》. Springer. 387–533쪽. arXiv:hep-th/0512172. Bibcode:2005hep.th...12172F. doi:10.1007/978-3-540-30308-4_11. ISBN 978-3-540-30307-7.
- Kapustin, Anton; Witten, Edward (2007). “Electric-magnetic duality and the geometric Langlands program”. 《Communications in Number Theory and Physics》 1 (1): 1–236. arXiv:hep-th/0604151. Bibcode:2007CNTP....1....1K. doi:10.4310/cntp.2007.v1.n1.a1.